# 上英水库
上英水库是中国辽宁省鞍山市海城市境内的一座水库，位于太子河三级支流五道河上，建于1983年。水库正常库容为1820万立方米，集雨面积为54平方千米，海拔为96.8米。